# Eutingen (Pforzheim)
Eutingen ist ein Ortsteil der Großstadt Pforzheim in Baden-Württemberg.

## Geschichte

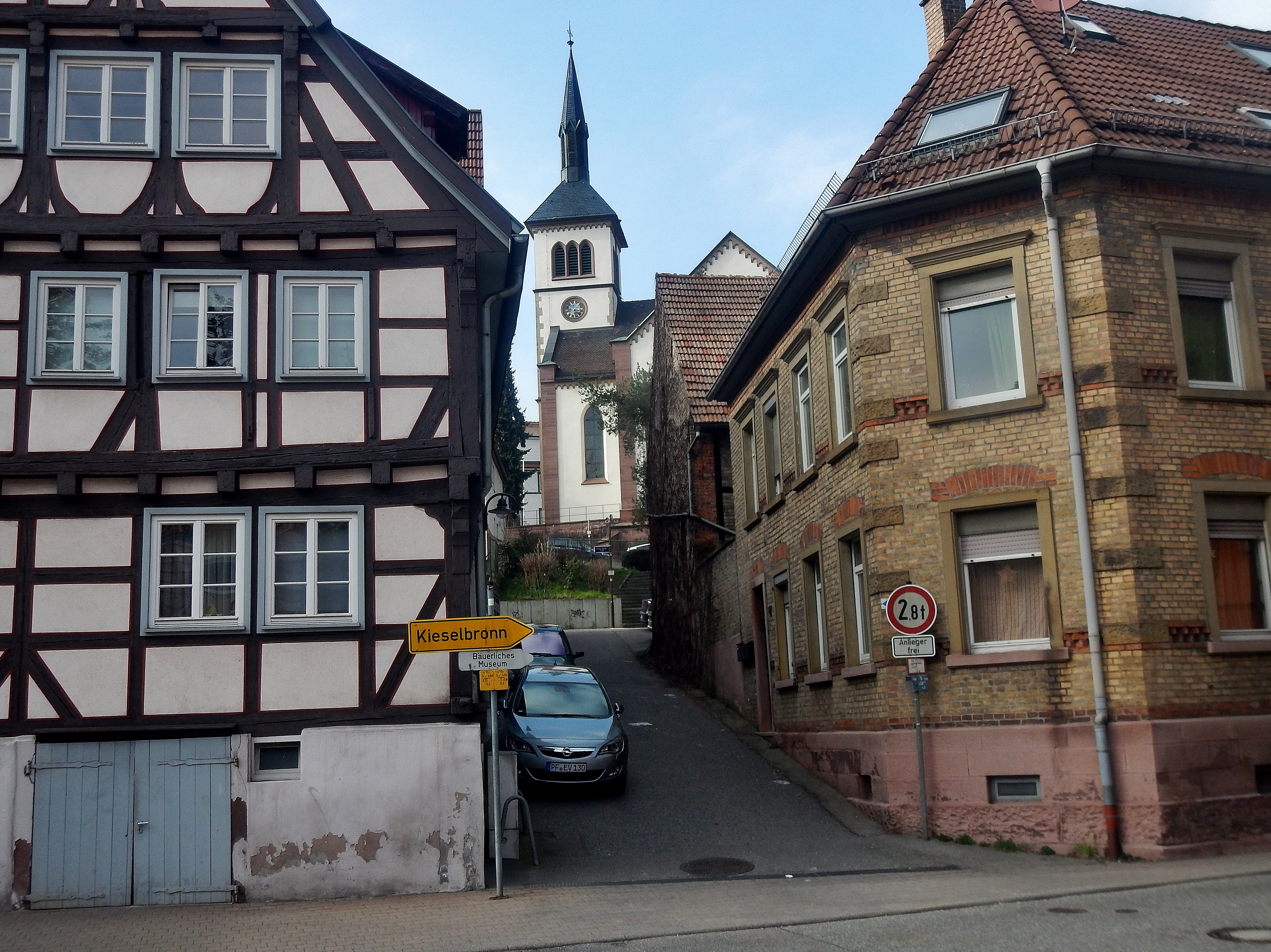
Eutingen

Eutingen wurde als „Utingen“ ist in einem Güterverzeichnis des Klosters Reichenbach von 1143 erstmals erwähnt. 1279 wurde der Ort von der Ritterfamilie von Roßwag, wurde der Ort an zwei wohlhabende Pforzheimer Privatleute (Einhart und Günther Imhof) verkauft. Nach deren Tod wechselten die Besitzer häufig. Im Lauf der Zeit ging Eutingen Zug um Zug ins Eigentum des Dominikanerinnenklosters Maria Magdalena über. Nach der Auflösung des Frauenklosters in der zweiten Hälfte des 16. Jahrhunderts wurde Eutingen ein Teil Badens.
Die ursprünglich selbstständige Gemeinde Eutingen an der Enz wurde am 20. September 1975 in die Stadt Pforzheim eingemeindet. Mit 7817 Einwohnern ist Eutingen der größte Stadtteil von Pforzheim. Es liegt an der Enz, einem Nebenfluss des Neckars. Zu Eutingen gehört das südlich davon gelegene Wohngebiet Mäuerach.

## Politik
Ortsvorsteher ist Andreas Renner (2019).

## Bildung
- Die Karl-Friedrich-Schule Eutingen ist eine dreizügige Grundschule mit einer bis Klasse 9 einzügigen Hauptschule mit Werkrealschule.[3]
- Der Eichhörnchen-Waldkindergarten Pforzheim e. V. betreut zwei Gruppen.

## Freizeit
- Stadtteilbad Eutingen[4]

## Sport
- 1. FC Eutingen, Badischer Pokalsieger 1950

## Sehenswürdigkeiten
- Bäuerliches Museum Eutingen[5]
- St. Gallus (Eutingen)

## Verkehr
- Eutingen hat einen Bahnhof der von der Zuglinie MEX 17a(Pforzheim - Bietigheim-Bissingen (-Stuttgart)(30-min-Takt)) bedient wird.
- Im 15-min-Takt fährt die Stadtbuslinie 1 (Arlinger-Leopoldplatz-Eutingen) wechselnd das Wohngebiet Gartenstadt bzw. Nägelishälden an.
- 1-2 Regionalbusse pro Stunde der Linien 736/739 (Pforzheim-Eutingen-Niefern-Öschelbronn(-Wiernsheim, Wurmberg))
- Anschluss an die Autobahn 8 über die Ausfahrt Pforzheim-Ost, sowie Nähe zur Bundesstraße 